# Liam Boyce
Liam Boyce (* 8. April 1991 in Belfast) ist ein nordirischer Fußballspieler. Er kann im Sturm als Mittelstürmer eingesetzt werden.

## Biografie
Boyce begann seine Karriere beim Newmill FC und wechselte von dort zu Immaculata FC. Dort wurde er von Scouts des IFA-Premiership-Vereins Cliftonville FC entdeckt. Hier spielte er zunächst in der Reservemannschaft der Cliftonville Olympics, ehe er im Oktober 2008 in den Stammkader des Cliftonville FC aufgenommen wurde. Hier lief Boyce im Sommer 2010 auch in der Qualifikation für die Europa League gegen Cibalia Vinkovci und ZSKA Sofia auf. Im September 2010 unterschrieb er einen Zweijahresvertrag bei der U-23 von Werder Bremen. Er debütierte am 25. September 2010 im Spiel gegen Wacker Burghausen in der 3. Fußball-Liga.
Sein Debüt für die nordirische Nationalmannschaft gab Boyce im Februar 2011 in Dublin anlässlich der Nations-Cup-Begegnung gegen Schottland, in der er in der 72. Minute für Niall McGinn eingewechselt wurde. Oktober 2011 gab Werder Bremen bekannt, dass der bis Juni 2012 laufende Vertrag mit ihm im gegenseitigen Einvernehmen aufgelöst wurde.
Im Januar 2012 kehrte Boyce nach Testtrainings bei englischen und schottischen Vereinen schließlich nach Nordirland zurück und unterschrieb beim Cliftonville FC einen Vertrag bis zum Ende der Saison 2013/14.
Juli 2014 wechselte er ablösefrei zum schottischen Club Ross County, ehe er im Sommer 2017 für eine Ablösesumme von 570.000 € zum 3. Ligisten Burton Albion aus England wechselte. 
Im Januar 2020 wechselte er für eine Ablösesumme von 195.000 € zurück in die schottische Liga zu Heart of Midlothian, bei dem er aktuell unter Vertrag steht.
Am 11. Januar 2025 unterschrieb Boyce einen Zweijahresvertrag bei Derry City aus der League of Ireland.